# Betty Harris
Betty Harris va néixer a Louisiana, i va créixer envoltada de natura. Va optar per estudis científics, i es va formar com a química.
El 1975, després del doctorat, va treballar al Laboratori Nacional de Los Álamos, on hi va ser 20 anys. Va investigar com detectar explosius, i com reparar l'impacte que causen en el medi ambient.
Aquesta investigadora és una de les poques científiques afroamericanes distingides per l'Acadèmica Nacional de les Ciències dels Estats Units.